# Kanton Belle
Kanton Belle (Frans: Canton de Bailleul) is een kanton van het Franse Noorderdepartement. Het kanton maakt deel uit van het arrondissement Duinkerke en bestaat uit 23 gemeenten. In 2015 is dit kanton nieuw gevormd uit de voormalige kantons Belle-Zuidwest (5 gemeenten), Steenvoorde (4 gemeenten), Hazebroek-Zuid (3 gemeenten), Hazebroek-Noord (3 gemeenten), Kassel (3 gemeenten), Meregem (1 gemeente) en Belle-Noordoost (3 gemeenten).

## Gemeenten
Het kanton Belle omvat de volgende gemeenten:
- Belle (Frans: Bailleul) (hoofdplaats)
- Berten (Frans: Berthen)
- Boeschepe
- Borre
- Kaaster (Frans: Caëstre)
- Kassel (Frans: Cassel)
- Eke (Frans: Eecke)
- Godewaarsvelde (Frans: Godewaersvelde)
- Hondegem (Frans: Hondeghem)
- Merris
- Meteren (Frans: Méteren)
- Niepkerke (Frans: Nieppe)
- Okselare (Frans: Oxelaëre)
- Oud-Berkijn (Frans: Vieux-Berquin)
- Pradeels (Frans: Pradelles)
- Sint-Janskappel (Frans: Saint-Jans-Cappel)
- Sint-Mariakappel (Frans: Sainte-Marie-Cappel)
- Sint-Silvesterkappel (Frans: Saint-Sylvestre-Cappel)
- Stapel (Frans: Staple)
- Steenwerk (Frans: Steenwerck)
- Strazele (Frans: Strazeele)
- Vleteren (Frans: Flêtre)
- Zoeterstee (Frans: Le Doulieu)